# Attikaïta
L'attikaïta és un mineral de la classe dels arsenats. Rep el seu nom de la regió d'Attika, on va ser descoberta. Va ser aprovada per l'Associació Mineralògica Internacional el 2006.

## Característiques
L'attikaïta és un arsenat amb fórmula química Ca₃Cu₂Al₂(AsO₄)₄(OH)₄·2H₂O. Cristal·litza en el sistema ortoròmbic. La seva duresa a l'escala de Mohs es troba entre 2,5 i 3.
Segons la classificació de Nickel-Strunz, l'attikaïta pertany a «08.DJ: Fosfats, etc, amb cations de mida mitjana i gran, (OH, etc.):RO₄ = 1:1» juntament amb els següents minerals: johnwalkita, olmsteadita, gatumbaïta, camgasita, fosfofibrita, meurigita-K, meurigita-Na, jungita, wycheproofita, ercitita i mrazekita.

## Formació i jaciments
Es troba en parts oxidades de filons de quars-sulfur polimetàl·lics. Sol trobar-se associada a altres minerals com: arsenocrandal·lita, arsenogoyazita, conicalcita, olivenita, philipsbornita, atzurita, malaquita, carminita, beudantita, goethita, quars i al·lòfana. La seva localitat tipus és la mina Christiana, a Agios Konstantinos (Lavrion, Attica, Grècia). També se n'ha trobat a la mina Amorosa, a Vilafermosa (Castelló, País Valencià).